# L'Astrolabe (patrouilleur et navire logistique polaire)
Pour les articles homonymes, voir L'Astrolabe.
L'Astrolabe (indicatif visuel P800) est un patrouilleur et navire logistique français armé par la Marine nationale. Utilisé pour le ravitaillement polaire, il est rattaché aux Terres australes et antarctiques françaises et affrété par l’Institut polaire français Paul-Émile Victor. De sa mise en service jusqu'à celle du paquebot Commandant Charcot en 2021, il s’agissait du seul navire brise-glace battant pavillon français.

## Historique

### Origine du programme
Le projet d'un navire de patrouille et de ravitaillement des Terres australes et antarctiques françaises a été envisagé sous la forme du B3M, un dérivé de la classe d'Entrecasteaux (bâtiments multi-missions ou B2M). Ce projet est abandonné au profit d'un navire spécifique, qui fait l'objet d'un appel d'offres remporté par l'entreprise Piriou, conseillée pour la circonstance par le bureau d’études finlandais Aker Arctic. Le navire est commandé le 10 juin 2015 par le ministère des Outre-mer à ce chantier naval pour un coût de 50 millions d'euros,.

### Construction et mise en service
La commande est passée en juin 2015. La pose de la quille est effectuée le 16 décembre 2015 au chantier polonais Crist, les capacités industrielles de Piriou présentant une complète saturation. La mise à l'eau a lieu un an après, en décembre 2016.
Le navire est baptisé le 12 juillet 2017 au chantier Piriou de Concarneau, et prend position au  port de la Pointe des Galets, sur l'île de La Réunion, en septembre 2017,. Pris en charge par la Marine nationale le 11 septembre 2017, sa mise en service opérationnelle (MSO) est prononcée le 19 octobre 2017. Il est admis au service actif le 25 juin 2018.
En janvier 2021, la société brestoise CNN MCO, filiale d'Engie Solutions, obtient le contrat de maintien en condition opérationnelle du navire pour une durée de sept ans, qu'elle effectuera à La Réunion.
L'astrolabe est Propriété des Terres australes et antarctiques françaises (TAAF) et mis en œuvre et entretenu par la Marine nationale Française.

## Description

### Missions
Le navire remplace à partir de 2017 L'Astrolabe affrété par les Terres australes et antarctiques françaises (TAAF) à P&O Maritime Services et l'Albatros de la Marine nationale  retiré du service le 27 janvier 2015.
Ses missions spécifiques consistent à :
- affirmer la souveraineté française aux Terres australes et antarctiques françaises ;
- assurer la surveillance des pêches dans leurs ZEE ;
- contribuer au soutien logistique des bases scientifiques 120 jours par an, sous la direction de l’Institut polaire français Paul-Émile Victor.

### Caractéristiques techniques
L'Astrolabe est conçu pour naviguer dans les mers difficiles australes et antarctiques et évoluer dans la banquise avec un classement ICE BREAKER 5, c'est-à-dire dans une glace de première année épaisse de 1,2 m en été et de 1 m en hiver. Long de 72 m, il est mis en service par une vingtaine de marins et peut soutenir l'activité de soixante personnes pour des missions d’une durée de 35 jours à 12 nœuds et transporter 1 200 tonnes de fret. Il est doté d'une plateforme hélicoptère, d'une grue de 35 tonnes et d'un portique arrière. Il est équipé de quatre moteurs Wärtsilä 20, dotés de systèmes de traitement des émissions de NOx, qui dispensent leur puissance par l'intermédiaire de lignes d’arbres à deux hélices à pas variable en acier inoxydable, ainsi qu’à un propulseur en tunnel.

## Carrière opérationnelle
Mi-novembre 2019, à la veille de sa première rotation logistique saisonnière R0 vers la base antarctique Dumont-d'Urville, L'Astrolabe est immobilisé dans le port de Hobart, en Tasmanie, pour une avarie sur ses lignes d'arbres, entraînant l'annulation de la rotation saisonnière et compromettant l'ensemble des activités polaires pour la saison 2019-2020 (sortie des hivernants, entrée des prochains, ravitaillement de la base – ainsi que celle de Concordia – et activités scientifiques). Après plusieurs plongées de diagnostic, il apparaît que le bateau doit être réparé en cale sèche. À cette fin, il appareille le 4 décembre 2019 pour les chantiers navals de Fremantle-Perth, en Australie, où seront menés les travaux nécessaires sur les paliers d'arbres. La mission de ravitaillement des bases françaises est confiée, dans le cadre d'une coopération spéciale avec l'Institut polaire français, au Département australien de l'Antarctique, qui affrète en solidarité le brise-glace Aurora Australis pour la première rotation de sortie d'hivernage,,. Après la réparation du palier de la ligne d'arbre, le navire est de nouveau opérationnel le 12 janvier 2020 pour reprendre, depuis Hobart, ses rotations vers les bases antarctiques françaises.
D'octobre 2022 à mars 2023, il effectue cinq rotations entre Hobart et l'Antarctique avant une escale à La Réunion, un entretien à Maurice et des patrouilles en océan Indien.